# Championship Manager
The Championship Manager — серия британских компьютерных игр — симуляторов футбольного менеджмента, первая из которых была выпущена в 1992 году. Игра была задумана двумя братьями: Полом и Оливером Коллиерами.
Championship Manager стал самым популярным футбольным симулятором конца 1990-х и начала 2000-х годов, регулярно устанавливая рекорды по продажам. 12 февраля 2004 года было объявлено, что Sports Interactive, разработчик игры Championship Manager, сохранил права на исходный код, но передал права на бренд компании Eidos (которые ранее приобрели права бренда от Domark после их слияния в 1995 году). Постепенно серия стала терять поклонников, во многом из-за того, что Sports Interactive начали уделять больше внимания разработке серии игр Football Manager.
Компания Square Enix Europe, ставшая владельцем бренда Championship Manager после поглощения Eidos, возродили Championship Manager под названием Champ Man в 2013 году и выпустили четыре части игры для мобильных платформ. На данный момент серия закрыта.

## Игры серии

### Championship Manager
Первой игрой этой серии симуляторов футбольных менеджеров стала Championship Manager. Игра была выпущена на платформах Amiga и Atari ST в сентябре 1992 года, и вскоре после этого переведена на платформу PC/DOS. Авторами этой игры были братья Пол и Оливер Колльеры (впоследствии сооснователи Sports Interactive).
В игру были включены все английские кубки (включая не существующий сейчас Англо-Итальянский кубок), и три главных европейских соревнования (Кубок УЕФА, Кубок Лиги Чемпионов, Кубок Обладателей Кубков).
Игроки в тех командах, которые не участвовали в доступных для управления дивизионах, не имели имен — назывались по номерам в зависимости от той позиции, на которой они играли. Особенностью игры была система послематчевых оценок (от 1 до 10), благодаря которой оценивалась успешность игроков.
В 1993 году Intellec и UbiSoft использовали программный код игры Колльеров для создания игры Guy Roux Manager, отличающуюся составом лиг и французским языком интерфейса. 

### Championship Manager 93-94
Вторая игра серии вышла 17 сентября 1993 года.
Игра включала несколько существенных изменений. В игре появились реальные имена игроков. Можно было покупать игроков не только из той лиги, в которой состоит игрок, хотя список возможных покупок был достаточно ограниченным. Было внесено разнообразие в комментарии матча. Впервые было введено дифференцированное время восстановления после различных травм. Увеличено число ежемесячных и сезонных наград для игроков. Добавлено 8 различных бэкграундов в игре. Было оптимизировано время загрузки игры.
Кроме этого, в 1994 году был выпущен патч, приводивший составы команд в соответствие с реальностью перед новым сезоном. 
На СМ 93/94 была основана игра Championship Manager Italia. Игры отличались тем, что в итальянской версии доступными для игры были два высших итальянских дивизиона. Была выпущена и норвежская версия игры — Championship Manager Norge.

### Игры «Championship Manager 2»

#### Championship Manager 2
Третья версия игры была выпущена 22 сентября 1995 года. В этой игре была усовершенствована графика. Поддерживалась SVGA-графика, были добавлены фотореалистичные бэкграунды. В игре звучали комментарии происходящего на поле, записанные с привлечением известного английского комментатора Клайва Тильдслея(англ. Clive Tyldesley). Стали доступными для управления лиги Шотландии. Одновременно можно было играть только в одной лиге.
Игра также была выпущена в нескольких версиях: Championship Manager Italy (она включала итальянскую, французскую и Бундеслигу), и версия, включавшая испанскую, бельгийскую и голландскую лиги.
Игра завоевала определённую популярность в России — крупнейшие игровые сайты обратили внимание на эту серию игр (и до сих пор держат открытыми разделы, посвящённые Сhampionship Мanager 2). 
Игра была частично переведена на русский язык.

#### Championship Manager 97-98
Игра была выпущена на базе движка «Championship Manager 2» и рассчитана только на пользователей PC.
Геймплей игры практически не отличался от геймплея Сhampionship Мanager 2, за исключением нескольких нововведений. Во-первых, в дистрибутив был включён редактор базы данных игры (сформировалось одно из положений теории разработчиков — «пользователь имеет право играть на той базе данных, какую он хочет»). Во-вторых, в игре было девять доступных для игры лиг — такого ни один конкурент тех времён не мог себе позволить. Игрок мог сам выбирать юнитов, бьющих пенальти, штрафные, угловые. В команде могло быть не более 32 игроков, из которых только два могли быть иностранцами. Впервые можно было одновременно играть в трёх лигах. Были также переработаны формат Лиги Чемпионов и Кубка УЕФА, добавлены матчи с участием молодёжных сборных.

### Игры «Championship Manager 3»

#### Championship Manager 3
Игра была выпущена весной 1999 года только для PC.
Изменился геймплей, визуальное оформление, технические требования игры. Были обновлены интерфейс пользователя и система меню. Появилось вертикальное меню в левой части экрана, при том, что меню вверху и внизу остались. Также был значительно расширен список бэкграундов игры. Был усовершенствован движок матча, проработан режим тренировок, добавлено большое количество кубков и лиг (более 15, включая не европейские) в игре, усложнена система тактических настроек, созданы команды дублёров и юниоров, скаутская служба. Появилась возможность играть по сети — до 16 человек могли играть по локальной сети, через Интернет, либо «за одним компьютером». База данных игроков и штата превысила показатель в 25 000 записей. Впервые была применена система, позволявшая компьютеру обрабатывать события игры фоном, когда игрок выходил из «реального времени» игры.

#### Championship Manager: Season 99/00
Championship Manager 99-00 стал первой модификацией Championship Manager 3.
Появилось:
- 16 лиг, доступных для игры, впервые — MLS (Major League Soccer)
- число детальных профилей в базе данных превысило 40 000
- полностью симулировались все важные международные турниры
- улучшена графика и звуки
- игра стала доступна пользователям Mac
- увеличено количество доступных для игры дивизионов в Бразилии, Бельгии, Германии, Испании, Португалии
- оптимизирован движок и игры, и матча
- во много раз увеличена вариативность текстовых комментариев в матче
- проработаны профили арбитров
- появилась возможность применять систему штрафов к игрокам
- улучшена скаутская служба
- стало возможным улучшать свой стадион.